# Scaphiopus couchii
Espèce
Synonymes
- Scaphiopus varius Cope, 1863
- Scaphiopus rectifrenis Cope, 1863
- Spea laticeps Cope, 1893

Statut de conservation UICN

 LC  : Préoccupation mineure
Scaphiopus couchii est une espèce d'amphibiens de la famille des Scaphiopodidae.

## Répartition
Cette espèce se rencontre :
- aux États-Unis dans le sud-est de la Californie, en Arizona, au Nouveau-Mexique, dans le sud-est du Colorado, en Oklahoma et dans le Texas ;
- au Mexique au-dessus de la ligne formée par les États de Nayarit, de Zacatecas, de San Luis Potosí et par le Nord de l'État de Veracruz.

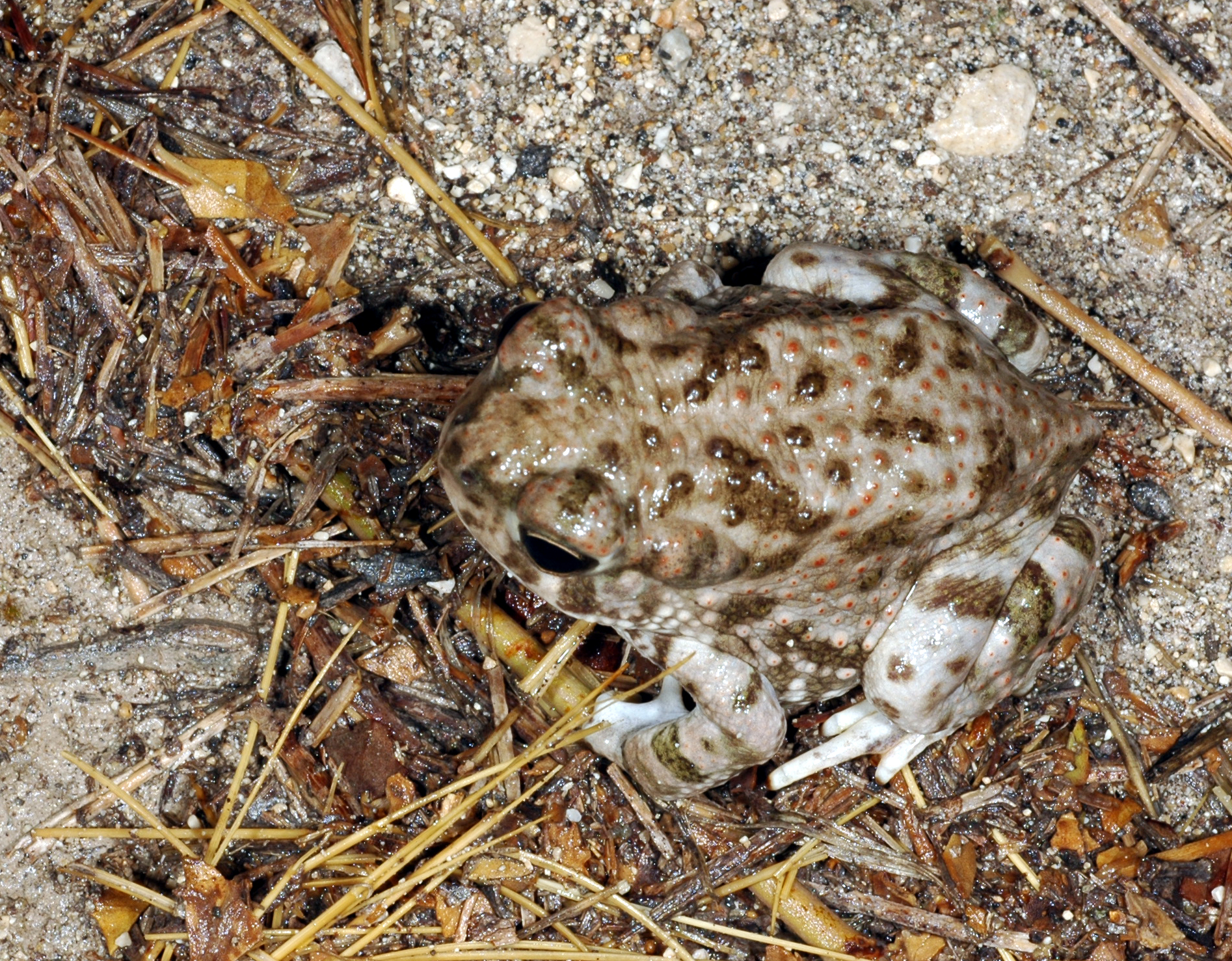
Scaphiopus couchii

## Étymologie
Cette espèce est nommée en l'honneur de Darius Nash Couch (1822-1897).

## Publication originale
- Baird, 1854 : Descriptions of new genera and species of North American Frogs. Proceedings of the Academy of Natural Sciences of Philadelphia, vol. 7, p. 59–62 (texte intégral).